# Orquestra Sinfônica de Santo André
A  Orquestra Sinfônica de Santo André (OSSA) é uma orquestra brasileira existente na cidade de Santo André. Criado por Lei Municipal em 1988, na gestão Newton Brandão, é administrada pela Secretaria da Cultura do Município. 
Atualmente sob regência de Abel Rocha, o grupo está sediado no Teatro Municipal de Santo André e atua na programação artística da cidade.

## História
A orquestra foi fundada em 1987 pela Prefeitura de Santo André, e teve como primeiro  maestro Flávio Florence, que ficou à frente do grupo até 2008, ano em que faleceu. Carlos Eduardo Moreno assumiu o cargo regente titular da orquestra em 2009 e permaneceu até 2013, quando assumiu a Orquestra Experimental de Repertório. Desde 2014 Abel Rocha é regente titular do grupo.
A OSSA vem consolidando como um grupo de divulgação e irradiação de cultura importantíssimo para Santo André e toda a região. Atua com repertório diversificado, com programação que inclui espetáculos de ópera, balé, música de câmara e concertos de música erudita e música popular brasileira. Frequentemente apresenta-se com solistas convidados, inclusive internacionais. Atua no Festival de Inverno de Paranapiacaba e já se apresentou no Theatro Municipal de São Paulo.